# نیکون دی۳۱۰۰
نیکون دی۳۱۰۰ (به انگلیسی: Nikon D3100) یک دوربین عکاسی تک‌لنزی بازتابی ساخت شرکت نیکون است.